# Большая Мишариха
Большая Мишариха — река на Урале, в Пермском крае. Левый приток Кына, притока Чусовой, впадает в Кын в 3 км от его устья. Длина реки 18 км.

## География
Истоки реки — в лесах возле посёлка Мишариха. Течёт сначала на восток, затем на юг по горной местности, принимая ряд небольших притоков. Впадает в реку Кын западнее села Кын.

## Данные водного реестра
По данным государственного водного реестра России, река относится к Камскому бассейновому округу, водохозяйственный участок реки — Чусовая от города Ревды до в/п посёлка Кына, бассейн Камы, речной подбассейн — бассейны притоков Камы до впадения Белой.
Код объекта в государственном водном реестре — 10010100612111100010959.